# Will-Lammert-Preis

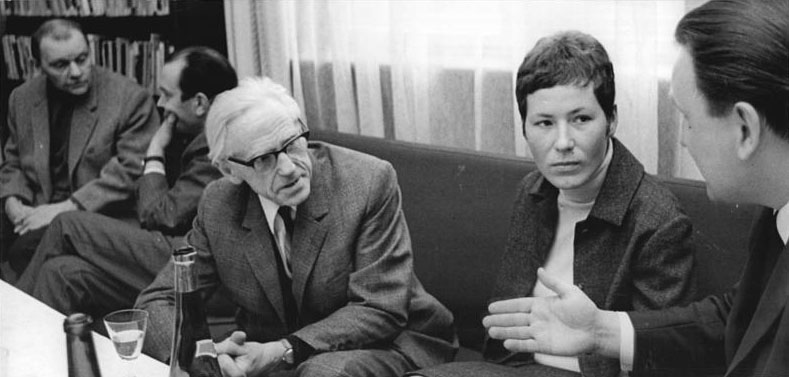
Verleihung des Will-Lammert-Preises an Margret Middell, 1969

Der Will-Lammert-Preis ist ein nach dem deutschen Bildhauer Will Lammert benannter Kunstpreis. Er wurde in unregelmäßigen Abständen von 1962 bis 1992 von der Sektion Bildende Kunst der Ost-Berliner Akademie der Künste an junge Bildhauer vergeben. Insgesamt gibt es 13 Preisträger.
Die Akademie der Künste verlieh die von der Witwe des 1957 verstorbenen Bildhauers gestiftete Auszeichnung erstmals am 5. Januar 1962 an Werner Stötzer. Der Will-Lammert-Preis war damit die erste privat gestiftete Auszeichnung der DDR. Seinem Statut nach erhielten zunächst nur Bildhauer unter 30 Jahre den Preis, später wurde die Altersgrenze heraufgesetzt.

## Preisträger
- 1962: Werner Stötzer
- 1964: Wilfried Fitzenreiter
- 1966: Wieland Förster
- 1967: Gerhard Rommel
- 1969: Margret Middell
- 1971: Friedrich B. Henkel
- 1973: Bernd Göbel
- 1976: Christa Sammler
- 1979: Regina Fleck
- 1982: Sonja Eschefeld
- 1985: Emerita Pansowová
- 1988: Robert Metzkes
- 1992: Rolf Biebl